# Ester Larsen
Ester Larsen (født 23. maj 1936 i København, død 18. januar 2025) var en dansk cand.phil., forfatter, minister og folketingsmedlem for Venstre 1994-2005. 
Som sundhedsminister i Poul Schlüters regering fra 1989 til 1993 kæmpede hun for indførelsen af frit sygehusvalg, hvilket indførtes i 1992.

## Biografi
Venstre (parti) – Folketingsmedlem for Vestsjællands Amtskreds fra 21. september 1994. Sundhedsminister i Regeringen Poul Schlüter III fra 7. december 1989 til 18. december 1990, Sundhedsminister i Regeringen Poul Schlüter IV fra 18. december 1990 til 25. januar 1993
Snoghøj Gymnastikhøjskole 1952. Matematisk-naturfaglig student fra Rysensteen Gymnasium 1955. Læreruddannet ved Frederiksberg Seminarium 1956-59. Cand.phil. fra Odense Universitet 1974.
Folkeskolelærer ved Frederiksberg Kommune 1959-63. Gymnasielærer ved Fyns Studenterkursus, og Sct. Knuds Gymnasium 1974-78.
Formand for skolenævnet i Mesinge 1966-78 og skolenævnet i Viby 1966-70. Medlem af Kerteminde Kommunalbestyrelse 1974-89 og i perioden 1978-86 formand for undervisnings- og kulturudvalget smst. Medlem af Fyns Amtsråd 1978-89 og igen fra 1993. Medlem af bestyrelsen for Kerteminde Museum 1982-89. Formand for Liberalt Oplysningsforbund i Kerteminde-Munkebo 1984-89. Medlem af repræsentantskabet for Statens Kunstfond og Det Danske Kulturinstitut. Præsidiemedlem i Osteoporoseforeningen.
Landsformand for Liberalt Oplysningsforbund 1988-89. Medlem af Amtsrådsforeningens bestyrelse 1986-89 og igen fra 1994 samt af AKF´s sygehusudvalg. Medlem af Sygesikringens Forhandlingsudvalg 1986-89. Medlem af Tilsynsrådet for Kommunernes Revisionsafdeling 1986-89 og 1998-2001. Medlem af Venstres hovedbestyrelse 1986-89.
Redaktør af de litterære antologier »Reflekslys«, 1967, og »Pragtfulde dage«, 1970, samt af tre samlinger af julehistorier, 1978, 1979 og 1980. Medforfatter til litteratursystemet »Digtning og Dansk« fra 1987. »Jul på borgen«, 1991, og »Familiekundskab – en levende bog om livet«, 1994.
Partiets kandidat i Odense Sydkredsen 1988-89 og i Sorøkredsen fra 1990.

## Ekstern kilde/henvisning
- Arkiveret CV på Folketinget.dk Dato: 21. juli 2003.
- Gammelt portrætfoto Arkiveret 11. marts 2020 hos  Wayback Machine

|  | Artiklen om politikeren Ester Larsen kan blive bedre, hvis der indsættes et (bedre) billede. Du kan hjælpe ved at afsøge Wikimedia Commons for et passende billede eller uploade et godt billede til Wikimedia Commons iht. de tilladte licenser og indsætte det i artiklen. |